# Michel Blondeau
Pour les articles homonymes, voir Blondeau.
Michel Blondeau, né le 4 avril 1942 à Argenton-sur-Creuse (Indre), est un homme politique français.

## Biographie
En mars 1989, il bat au second tour le maire de Déols Marcel Lemoine en place de 1959 à 1977 et de 1983 à 1989. En effet, ce fief communiste est tombé aux mains de la droite à la suite de la candidature d'une socialiste dissidente dont les voix se sont reportées au second tour vers la liste de Blondeau. Fort de cette victoire, il se présente en 1993 sous la bannière de l'UDF aux élections législatives et est élu face au député-maire de Châteauroux Jean-Yves Gateaud qui prend sa revanche en 1997 et retrouve son siège.
En mars 1992, il conquiert le siège de conseiller général du canton de Châteauroux-Est et succède à l'ancien député RPR Michel Aurillac. Il sera réélu en 1998, 2004 et 2011 et deviendra vice-président du conseil général tenu par la droite depuis 1985. En mars 2015, il est élu conseiller départemental du canton de Châteauroux-1 en tandem avec Florence Petipez,. Il devient 3e vice-président du Conseil départemental délégué à l'action sociale et aux solidarités humaines. Réélu régulièrement face aux listes communistes de Mmes Faure et Labarre-Garcia, il devient en 2014, vice-président à l'habitat et aux politiques contractuelles de la communauté d'agglomération de communes de Châteauroux devenue en 2015 Châteauroux Métropole.
Il ne se représente pas aux élections municipales de 2020 à Déols mais demeure conseiller municipal élu sur la liste de son poulain, Marc Fleuret.
Il est le président de l'Association des maires de l'Indre,.
Il est chevalier de la Légion d'honneur en 2005.

## Détail des fonctions et des mandats
Mandat parlementaire
- 28 mars 1993 - 21 avril 1997 : Député de la 1re circonscription de l'Indre[8]